# Jean-Baptiste Bessières
Jean-Baptiste Bessières (Prayssac, 6 de Agosto de 1768 - Weißenfels, 1 de Maio de 1813)  foi um comandante militar francês e Marechal do Império que serviu durante as Guerras Revolucionárias Francesas e as Guerras Napoleônicas. Seu irmão mais novo, Bertrand, seguiu seus passos e eventualmente se tornou um general de divisão. Seu primo, Julien Bessières, também serviu ao imperador Napoleão I como diplomata e oficial imperial.

## Juventude e carreira
Bessières nasceu em 6 de agosto de 1768 em Prayssac, na província de Quercy, em uma família burguesa . Ele era o mais velho de oito filhos nascidos de Mathurin Bessières, um médico, e de Antoinette Lemozy. Ele frequentou a escola na cidade vizinha de Cahors.
Em 1792, durante a Revolução Francesa, Bessières foi chamado a Paris para servir na Guarda Constitucional do Rei Luís XVI. Cada departamento era obrigado a enviar um certo número de jovens para abastecê-lo, selecionados de famílias consideradas ainda leais ao rei. Entre outros enviados pelo departamento de Lot for the Guard estavam Joachim Murat e Jean-Jacques Ambert.
Desprezada por sua natureza monarquista, a Guarda Constitucional foi dissolvida pelo governo revolucionário em 29 de maio de 1792, menos de três meses após sua formação. Como outros ex-oficiais da Guarda, Bessières participou da defesa malsucedida do Palácio das Tulherias durante a Insurreição de 10 de agosto. Ele foi posteriormente acusado de ter colaborado com o Marquês de Mandat, que organizou as defesas do palácio, mas foi morto pouco antes da insurreição. Ele, portanto, se escondeu e, encontrando refúgio com o Duque de la Rochefoucauld, permaneceu em sua residência por quase três meses.

## Guerras Revolucionárias
Bessières deu um novo começo à sua carreira militar em novembro de 1792, quando se alistou no Exército Revolucionário como um simples cavaleiro do 22º regimento de caçadores à cheval. O regimento foi implantado no Exército dos Pirenéus Orientais e, nos três anos seguintes, Bessières lutou na Guerra dos Pirenéus contra a Espanha até ao fim, com seu regimento operando na Catalunha e na Cerdanya. Ele foi promovido a subtenente em fevereiro de 1793.
Após vários reveses em 1793, a França reverteu a situação da guerra com a Espanha com uma grande vitória na Batalha de Boulou, em 1794, com o Exército dos Pirenéus sob o comando do General Jacques Dugommier. Durante a batalha, uma carga do regimento de caçadores de Bessière foi decisiva para dispersar a mais numerosa cavalaria espanhola. Em seguida, ele participou da Batalha da Montanha Negra sob o comando do General Charles Dugua, e se destacou em Bascara em 1795.
Em 1796, no posto de capitão, Bessières foi servir na campanha italiana de Napoleão Bonaparte. Em Rovereto, a sua conduta chamou a atenção de seu chefe e, após a Batalha de Rivoli, foi enviado à França para entregar as cores capturadas ao Diretório. Apressando-se de volta à frente, ele acompanhou Napoleão na invasão da Estíria no comando dos Guias, que formaram o núcleo da posterior Guarda Consular e Imperial.
Como chef de brigada, ele serviu na expedição egípcia e ganhou mais distinção em Acre e Aboukir.  Retornando à Europa com Napoleão, Bessières esteve presente na Batalha de Marengo (1800) como segundo em comando da Guarda Consular. O general Jean Lannes, comandando um corpo de exército em Marengo, sentiu que Bessières não apoiava suas tropas vacilantes o suficiente, e uma longa rivalidade surgiu entre eles. No final da batalha, Bessières liderou uma carga de cavalaria bem-sucedida com a Cavalaria da Guarda, embora seu efeito na batalha não fosse tão decisivo quanto Napoleão pretendia. O ataque de cavalaria de François Étienne de Kellermann que venceu a batalha por Marengo, mas Napoleão deu o crédito em grande parte à sua própria Cavalaria da Guarda.

## Guerras Napoleônicas
Promovido a general da divisão em 1802, foi posteriormente nomeado Marechal do Império em 1804, uma distinção totalmente imerecida, recompensada por sua lealdade e amizade com Napoleão. O general Auguste de Marmont, futuro marechal, disse que se Bessières pudesse ser nomeado marechal, qualquer um também poderia sê-lo. Ele também foi feito coronel-general da Cavalaria da Guarda e iria comandá-los em todas as campanhas futuras, onde provou ser um comandante de cavalaria muito hábil.
Em 1805, Bessières foi condecorado com a Grande Águia da Legião de Honra e em 1809 foi intitulado Duque de Istria.

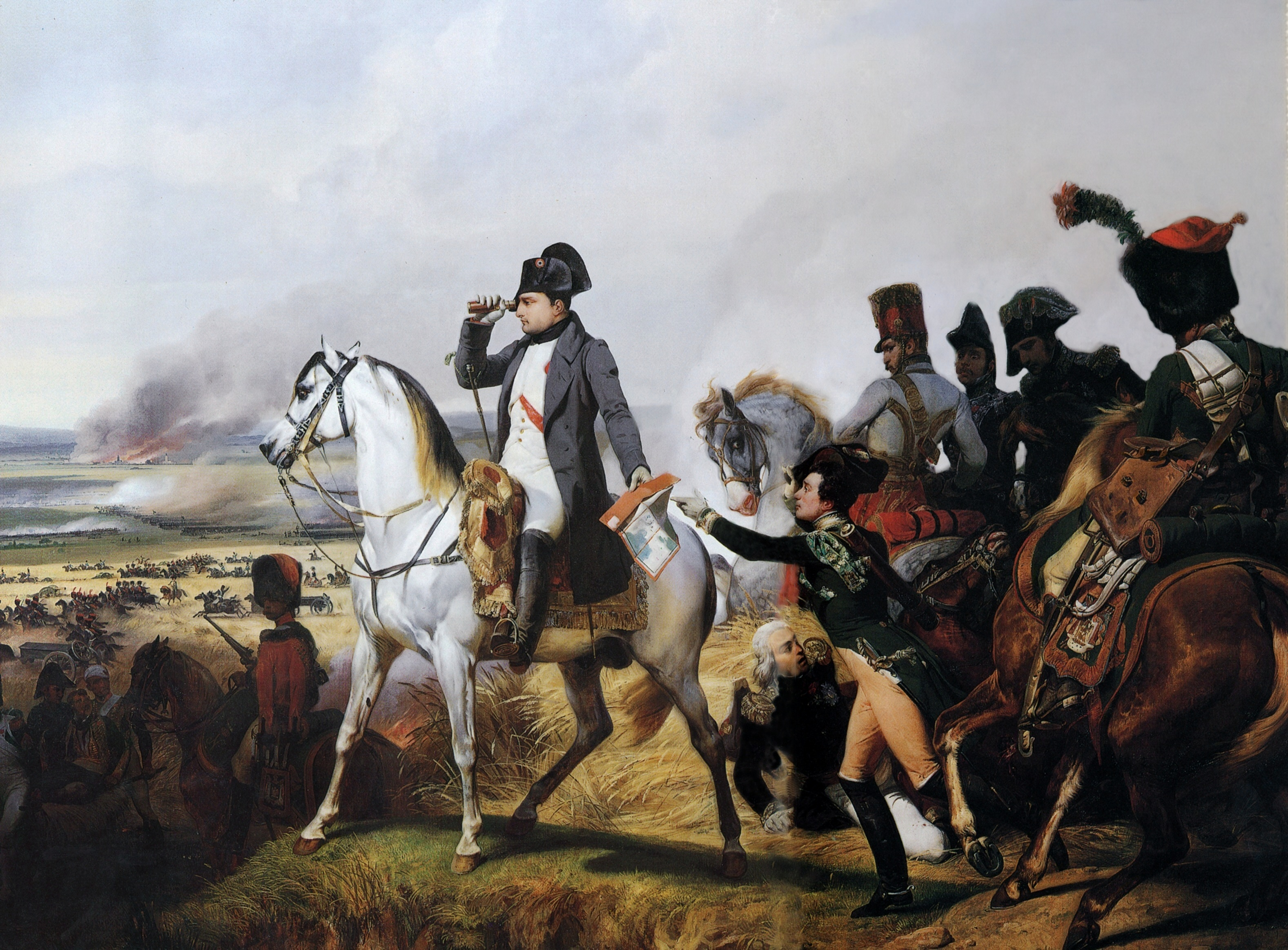
Napoleão na Batalha de Wagram, pintado por Horace Vernet (1836). Atrás dele, o marechal Bessières é retratado sendo jogado ao chão após a morte de seu cavalo

Com a eclosão da Guerra Peninsular em 1808, Bessières teve sua primeira oportunidade no comando independente. Ele se saiu bem contra os espanhóis, obtendo uma vitória esmagadora na Batalha de Medina del Rio Seco, mas se mostrou lento e hesitante no comando de uma grande força. Assim, Bessières foi logo chamado de volta para liderar a Cavalaria da Guarda durante a invasão de Napoleão à Espanha, uma tarefa mais condizente com seus talentos.
Quando a guerra irrompeu em 1809 contra a Áustria, ele estava novamente com o Grande Armée no vale do Danúbio como líder da cavalaria, posição em que se destacou. Na Batalha de Aspern-Essling, ele liderou a cavalaria no centro e se saiu bem segurando-a contra números superiores, mas mais uma vez caiu em conflito com Lannes. Lannes novamente sentiu que Bessières não estava fornecendo apoio suficiente para suas tropas vacilantes e ordenou que ele voltasse para casa em vez de fingir. Bessières então desafiou Lannes para um duelo, mas o marechal André Massena interveio e impediu o duelo entre os dois marechais na frente de suas tropas.
Na batalha subsequente de Wagram, Bessières mais uma vez liderou a reserva de cavalaria e mandou matar um cavalo, o que causou consternação entre a Guarda. Napoleão o parabenizou por fazer sua Guarda chorar, mas também o repreendeu por não ter capturado mais prisioneiros porque ele perdeu seu cavalo.
Substituindo o marechal Jean-Baptiste Bernadotte no comando do Exército do Norte no final do mesmo ano, o recém-criado duque de Istria rechaçou com sucesso os britânicos na campanha de Walcheren. Em 1811, ele foi enviado de volta à Espanha para liderar o Exército do Norte. Ele lutou principalmente em operações de contra-insurgência e provou ser um colega difícil e sensível de seus colegas comandantes do exército, especialmente Masséna, que precisava desesperadamente de apoio após sua invasão fracassada de Portugal em 1810-1811. Ele foi chamado de volta em alguma desgraça e mais uma vez revertido ao seu posto habitual de Cavalaria da Guarda.
Para a campanha russa em 1812, Bessières comandou a Cavalaria da Guarda ampliada. Mal engajado na Batalha de Borodino, ele destruiu sua reputação com o resto do exército quando aconselhou Napoleão a não usar sua Guarda para um avanço decisivo. Embora isso tenha deixado a Guarda Imperial intacta para futuras batalhas, impediu uma vitória decisiva que poderia ter encerrado com sucesso a campanha russa.
Com o marechal Joachim Murat de volta a Nápoles no início da campanha de 1813, Bessières foi nomeado para o comando de toda a cavalaria de Napoleão.

### Morte
Três dias após o início da campanha e na véspera da Batalha de Lützen, durante o reconhecimento do desfiladeiro de Poserna-Rippach, Bessières foi morto por um tiro de canhão que ricocheteou em uma parede e o atingiu no peito. Ele morreu instantaneamente.
Napoleão supervisionou a sua herança, instalou-se a maioria de seus débitos, e olhou para o futuro de seus filhos. Seu filho mais velho, Napoléon Bessières, foi nomeado membro da Câmara dos Pares pelo rei Luís XVIII.